# Akwa Akpa
Akwa Akpa (ook wel: Ata Akpa of Atakpa) was een stadstaat en koninkrijk van de Efik, die voor de Europese kolonisten bekend stond onder de naam Duke Town of Old Calabar. De stadstaat lag in het zuiden van het huidige Nigeria, waar nu Calabar ligt. 

## Geschiedenis
Akwa Akpa werd rond 1600 gesticht en was sinds 1786 onafhankelijk. De stad werd een centrum voor de slavenhandel, waar slaven verhandeld werden voor Europese goederen. In 1833 werd de slavenhandel door de Britten verboden, maar anderen, zoals de Spanjaarden, bleven tot 1842 slaven kopen. In dat jaar sloot koning Eyamba V een verdrag met koning Eyo II van het naburige Obioko (Creek Town) om de slavenhandel te stoppen. Sindsdien waren palmolie en palmzaden de belangrijkste exportproducten. Na de dood van Enyamba V in 1847 zou aanvankelijk koning Eyo II tevens koning van Akwa Akpa worden, maar de leiders in Akwa Akpa waren hier tegen en kozen een eigen koning (Asibong I). In de daaropvolgende jaren groeide de invloed van de Britten en werd het christendom ingevoerd. In 1884 plaatste Akwa Akpa zichzelf onder Britse protectie en werd de stad onder de naam Old Calabar de hoofdplaats van het Bights of Biafra and Benin Protectorate (later hernoemd tot het Protectoraat Nigerkust) van de National African Company (de latere Royal Niger Company). Old Calabar bleef het belangrijkste handelscentrum in de regio tot de opening van de spoorlijn naar Port Harcourt in 1916. 

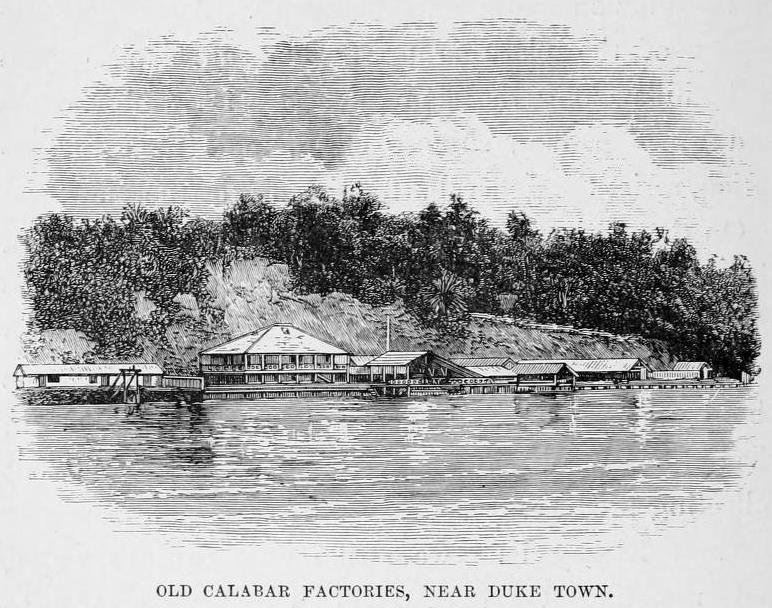

## Koningen van Akwa Akpa
- Ekpenyong Offiong Okoho (1786 – 1805)
- Ekpenyong Effiom Okoho Eyamba III (1805 – 1814)
- Effiom Edem Ekpo Effiom I Eyamba IV (1814 – 14 oktober 1834)
- Edem Ekpenyong Offiong Okoho Eyamba V (1834 – 1847)
- Effiom Okoho Asibong I Ekpo Minika (mei 1849 - 4 februari 1852)
- Ededem Effiom II (april 1852 - augustus 1858)
- Eyo Asibong II (maart 1859 - 26 augustus 1872)
- Edem Asibong III Eyamba VIII (1872 - 5 mei 1879)
- Basil Ebrero (1879)
- Eyo Honesty VII (1879 - 26 maart 1892)
- Orok Edem Eyamba IX (1892 - 19 november 1896)
- Interregnum (1896 - 1901)
- Asibong Edem Asibong (stierf op 21 september 1901, voor zijn inhuldiging)

Hierna kwamen de Britten met de Efik overeen dat ze niet langer de titel koning (edidem) zouden gebruiken, maar in plaats daarvan de titel obong van Calabar.